# Kommunistische Partei der Schweiz/Marxisten-Leninisten
Die Kommunistische Partei der Schweiz/Marxisten-Leninisten (KPS/ML), französisch Parti Communiste Suisse/Marxistes-Léninistes (PCS/ML), italienisch Partito Communista della Svizzera/Marxista-Leninista, war eine an der Politik der Kommunistischen Partei Chinas (KPCh) orientierte Partei in der Schweiz, die 1969 gegründet wurde und bis 1987 existierte.

## Organisation und Mitgliedschaft
Eine erste maoistische Partei, die den Namen der alten kommunistischen Partei der Schweiz (französische Abkürzung PCS, deutsch KPS) annahm, entstand in der Schweiz bereits 1963 zerfiel aber später nach verschiedenen Kurswechseln. Ehemalige aus dieser PCS gründeten 1964 in Lausanne das Centre Lénine, aus dem sich 1967 die Organisation der Kommunisten der Schweiz/Marxisten-Leninisten entwickelte. 1972 wurde daraus die KPS/ML.
Die Mitgliederzahl der Kaderpartei KPS/ML war gering und überstieg nie 80 Mitglieder, organisiert in Zellen. Sympathisanten wurden in Massenorganisationen (für Frauen, Studenten, Dritte-Welt-Solidarität usw.) erfasst. Sowohl von Kadern als auch Sympathisanten, die ab Anfang der 1970er Jahre aus der schweizerischen 68er- bzw. Studentenbewegung kamen, wurde ein hoher zeitlicher (Zeitungsverkauf vor Fabriktoren, ideologische Schulung) und finanzieller Aufwand für die Parteiarbeit erwartet.
Der Arbeiteranteil war im Vergleich zu vielen anderen Spätachtundsechziger-Organisationen relativ hoch; ebenso der Frauenanteil. Das Politbüro bestand über Jahre hinweg aus zwei Nichtakademikern, einem Ehepaar; im ZK war der Frauenanteil konstant über einem Drittel, unter den Zellenverantwortlichen gab es seit der Konstituierung als KPS/ML Nichtakademiker – Industriearbeiter und Angestellte. Dank dem Mittel der "Arbeiter-Union" gelang es Gruppen zu bilden namentlich in der Zürcher Maschinenindustrie, im Baugewerbe, im Spitalbereich und in der Tessiner Industrie. In der Deutschschweiz stellten Anfangs Studierende der Eidgenössischen Technischen Hochschule einen festen Stock von Mitgliedern, vor allem aus Agronomie und Architektur.

## Politik und internationale Ausrichtung
Die Kommunistische Partei der Schweiz/Marxisten-Leninisten genoss als einzige maoistische Gruppierung in der Schweiz die offizielle Anerkennung der KPCh und bis Mitte der siebziger Jahre auch der Partei der Arbeit Albaniens. Artikel aus dem monatlichen Parteiorgan Oktober wurden ebenso wie Grußbotschaften des Parteivorsitzenden gelegentlich in der Peking Rundschau zitiert und Parteidelegationen nach China eingeladen.
Aufsehen, Widerspruch und Ärger erregte die KPS/ML in den siebziger Jahren innerhalb der Linken mit innenpolitischen Stellungnahmen, die sie aus der chinesischen Theorie der drei Welten ableitete. Da als Hauptfeind die beiden Supermächte galten, mit deutlichem Akzent auf dem russischen Sozialimperialismus, vertrat die KPS/ML Positionen, die durchweg als bürgerlich-demokratisch charakterisiert werden können: Einheit mit der eigenen Bourgeoisie in der Verteidigung der nationalen Unabhängigkeit des Landes inklusive militärischer Landesverteidigung. Unterstützung der Gewerkschaften im Kampf für wirtschaftliche Besserstellungen und demokratische Grundrechte. Befürwortung der Atomenergie als Faktor der Unabhängigkeit und als technologischer Fortschritt. Dauerkritik an der Partei der Arbeit als Agentur sowjetischer Interessen. All dies formell bei Weiterbestehen des programmatischen Ziels, die "Rote Schweiz" verwirklichen zu wollen und die „Diktatur des Proletariats“ anzustreben.
Ab Mitte der siebziger Jahre betrachtete die KPS/ML, der Politik der KPCh folgend, die Sowjetunion als den Hauptfeind. Wie viele andere K-Gruppen unterstützte sie seit Beginn der Übergriffe Vietnams gegen Kambodscha das „Demokratische Kampuchea“ mit Pol Pot, das von der UNO weiterhin als rechtmässige Regierung Kambodschas anerkannt wurde. 1987 löste sich die Partei in die Freiheitlich-Sozialistische Partei (FSP) auf, die noch bis 1989 bestand.
Das Schweizerische Sozialarchiv erhielt in den letzten Jahren Material von ehemaligen Mitgliedern der KPS/ML, u. a. von Willi Wottreng, das nun der weiteren Forschung zur Verfügung steht.

## Unterorganisationen
Die folgenden Organisationen und Gruppen galten als "Massenorganisationen" der Partei:
- „Oktober“-Gruppen, in der Regel pro Zelle eine
- Kommunistische, Marxistisch-Leninistische Frauen
- Kommunistische, Marxistisch-Leninistische Jugend der Schweiz
- Marxistisch-Leninistische Studenten (späte Gründung, regional beschränkt)
- Arbeiter-Union, mit gleichnamiger Publikation
- Schweizerische Vereinigungen für die Freundschaft mit China, Bulletin China / la Chine / la Cina, 1979 bis 1992
- Medic’ Angola, ab 1976 Kämpfendes Afrika, mit gleichnamiger Zeitschrift, 1971 bis 1988
- Arbeiter und Soldatenorganisation Offensiv, die politische Soldatenzeitung offensiv erschien von 1971 bis 1987
- Freundschaftsverein Schweiz-Demokratisches Kampuchea, mit Zeitschrift, 1979 bis 1983

## Trivia
In einem in mehrfachen Ausführungen bestehendem Collagebild verarbeitet der Künstler Sigmar Polke ein Foto von Demonstranten mit einem Transparent, auf dem die Leitparole der KPS/ML steht: "Gegen die zwei Supermächte – für eine rote Schweiz".